# Clipston (Nottinghamshire)
Clipston – wieś w Anglii, w hrabstwie Nottinghamshire, w dystrykcie Rushcliffe. Leży 8 km na południowy wschód od miasta Nottingham i 168 km na północ od Londynu. Miejscowość liczy ok. 50 mieszkańców.